# Tres Arroyos
La ciudad de Tres Arroyos es la cabecera del partido homónimo. Se ubica en la zona costera sur del interior de la Provincia de Buenos Aires, Argentina.
Entre fines del siglo XIX y principios del XX, Tres Arroyos recibió un importante flujo migratorio. Entre las principales colectividades se destacaron especialmente la neerlandesa y la danesa. La colectividad neerlandesa es la mayor del país (hoy constituida por sus descendientes) y una de las más importantes de la Argentina. Su principal actividad económica está ligada a la agricultura, siendo uno de los principales corazones trigueros  de la provincia.

## Historia
El primer intento de fundación es de 1848, con el gobernador de la provincia Juan Manuel de Rosas. El Coronel Benito Machado, jefe militar de la región, instala su campamento en la confluencia de los tres cursos de agua que luego le darían nombre al partido y gestionó ante las autoridades, en marzo de 1865, la fundación del pueblo "El campamento de los Tres Arroyos"
- 19 de julio de 1865: Se crean 27 nuevos partidos en el marco de la "campaña al exterior del río Salado". Uno de ellos fue el de Tres Arroyos, dividido en siete cuarteles y con un área mayor que la actual.
- 1869: Primer censo en la Argentina, en el Partido de Tres Arroyos había 560 hab.
- 1870: En junio de ese año, apoyado por ranqueles, pampas, araucanos y pehuenches, Calfucurá atacó con 3500 a 6000 lanceros Tres Arroyos y la arrasó, secuestrando mujeres y robando miles de cabezas de ganado.
- 1875: Es arrasada por el hijo y sucesor de Calfucurá, Manuel Namuncurá.
- 1878: Inicia su actividad "La Casa de Gomila".
- 1881: 6.595 hab, haciéndose cada vez más necesaria la fundación de una ciudad cabecera.
- 24 de abril de 1884: El gobierno provincial de Dardo Rocha, decreta la fundación de la ciudad de Tres Arroyos, situada en proximidades de los arroyos Orellano, Del Medio y Seco, los cuales atraviesan el ejido urbano de la localidad y luego se unen formando el Arroyo Claromecó (le da nombre al balneario donde, además, desemboca en el mar).
- 1885: Se inaugura la Casa Municipal, construida en adobe y paja. En ese mismo año Tres Arroyos se vincula a la red telegráfica. Abre sus puertas el Almacén "El Fierro".
- 1886: Llega el servicio ferroviario. El Gobernador de la Provincia Carlos D'Amico autoriza al F.C. Sud a prolongar sus servicios de transporte de pasajeros y carga que llegaban hasta Juárez. Posteriormente en 1891 el servicio se prolongaría hasta Bahía Blanca y en 1908 hasta Lobería.
- 1888: Se crea la Sociedad Española de Socorros y Beneficencia.
- 1889: Inicia sus actividades la Sociedad Italiana de Socorros Mutuos "Unione e Benevolenza".
- 1890: Félix Mayolas pone en funcionamiento el primer molino harinero y tiempo después Juan B. Istilart inauguraba su fábrica.
- 1891: Se funda la Sociedad Filantrópica Francesa.
- 1892: Inicia su actividad la Joyería Quintela.
- 1895: Se habilita la sucursal del banco Nación.
- 1897: Comienza a prestar servicios el Primer Hospital en el predio que hoy ocupa la EET N.º 1.
- 1899: Inicia sus actividades la Biblioteca Pública del Centro Recreativo de Comercio, más tarde Biblioteca Pública Sarmiento.
- 1901: Abre sus puertas la Agencia Consular Española. Aparece el periódico "La Voz".
- 1902: Se crea la Sociedad Dinamarquesa de Socorros Mutuos. Aparece como semanario "La Voz del Pueblo", convertido en diario a partir de 1905.
- 1904: El 3 de enero se funda la Unión Dependientes de Comercio (cuyo nombre cambiaría a partir de 1989 por el de Sindicato Empleados de Comercio de Tres Arroyos) y su Biblioteca "Vicente P. Cacuri".
- 1904: Se funda la Cooperativa de Seguros "La Previsión", la que dejara de prestar servicios definitivamente en el mes de febrero de 1999.
- 1905: El movimiento cooperativo funda la aseguradora "La Perseverancia del Sur".
- 1906: Luis Vizzolini funda la empresa de pastas "Vizzolini".
- 1922: Se funda la Sociedad Unión Libanesa de Socorros Mutuos.
- 1923: El 3 de enero se funda el Club Atlético Huracán.
- 1931: Inicia sus actividades la Cooperativa Eléctrica Ltda. de Tres Arroyos y el Colegio Jesús Adolescente de Tres Arroyos.
- 1932: Se conforma institucionalmente la Sociedad Holandesa y es el año de la fundación de la Cooperativa Agraria (CATA).
- 1935: Se funda la Asociación Amigos del Arte "José Ingenieros".
- 1940: Se crea la Asociación Amigos de la Música y Comisión Municipal de Cultura, convertida más tarde en la Dirección Municipal de Cultura.
- 1958: Abre sus puertas el Museo de Bellas Artes.
- 1975: Inicia sus actividades la Fundación "Dr. José Campano"•
- 1982: 15 Tresarroyenses participaron en las filas de la Fuerza Aérea, Ejército y Armada Argentina, de la guerra de las Malvinas.
- 1989: El último día del año ocurre el Asesinato de Nair Mostafá.
- 1989: Deja de funcionar el Ferrocarril como medio de transporte público de pasajeros.
- 1991: Se funda el Museo Municipal de Arqueología, Historia y Cs. Naturales José A. Mulazzi.
- 2004: A través de una convocatoria realizada entre alumnos de secundaria del distrito, se crea la bandera del Partido.
- 2009: Se inaugura la sede de Gendarmería Nacional.
- 2013: Inauguración de la Comisaría de la Mujer.
- 2015: Inauguración del Centro de Interpretación en el Sitio Arqueológico “Arroyo Seco”. Lugar: Av. Belgrano 2800. Comienza a funcionar la Policía Local.
- 2019: Se inaugura el estadio polideportivo de Tres Arroyos, en el predio de la terminal de ómnibus.

## Población
Cuenta con 52,199 habitantes (Indec, 2022), lo que representa un incremento del 11,3% frente a los 46,867 habitantes (Indec, 2010) del censo anterior.
| Gráfica de evolución demográfica de Tres Arroyos entre 1895 y 2022 |
|                                                                    |
| Fuentes: INDEC                                                     |

## Bandera
La creación de la bandera surgió como resultado de una convocatoria realizada entre alumnos de secundaria del distrito de Tres Arroyos en el año 2004. 
De aquel certamen, elección mediante entre más de 60 bocetos, surgió el actual emblema del partido.
Significado: La bandera tiene  la imagen de un mangrullo, símbolo de los fortines que había en la zona y una “Y” apaisada que simbolizan los 3 arroyos que surcan el Partido. El significado de los colores es el verde es de  los campos que rodean el partido y su fertilidad. El amarillo significa el sol y el trigo. El rojo es la sangre derramada por nuestros pobladores originarios y los soldados.

## Clima
Templado, con influencia oceánica. La temperatura media anual es de 14.3 °C, la media máxima es de 21 °C y la media mínima de 9.1 °C, la máxima media en verano no supera los 30 °C. La temperatura máxima registrada fue de 41,1 °C y la mínima de -10 °C (El 5/7/1988). El promedio anual de lluvias es de 831.9 mm para el período 1991-2020, y la humedad relativa ambiente media es del 70%. Los vientos predominantes son los del sector norte y noroeste. Las pequeñas nevadas suelen ocurrir casi todos los años, mientras que nevadas más fuertes con acumulacion suelen ser menos comunes, como por ejemplo la nevada del 6 de junio de 2012.
| Parámetros climáticos promedio de Tres Arroyos (1991–2020) | Parámetros climáticos promedio de Tres Arroyos (1991–2020) | Parámetros climáticos promedio de Tres Arroyos (1991–2020) | Parámetros climáticos promedio de Tres Arroyos (1991–2020) | Parámetros climáticos promedio de Tres Arroyos (1991–2020) | Parámetros climáticos promedio de Tres Arroyos (1991–2020) | Parámetros climáticos promedio de Tres Arroyos (1991–2020) | Parámetros climáticos promedio de Tres Arroyos (1991–2020) | Parámetros climáticos promedio de Tres Arroyos (1991–2020) | Parámetros climáticos promedio de Tres Arroyos (1991–2020) | Parámetros climáticos promedio de Tres Arroyos (1991–2020) | Parámetros climáticos promedio de Tres Arroyos (1991–2020) | Parámetros climáticos promedio de Tres Arroyos (1991–2020) | Parámetros climáticos promedio de Tres Arroyos (1991–2020) |
| Mes                                                        | Ene.                                                       | Feb.                                                       | Mar.                                                       | Abr.                                                       | May.                                                       | Jun.                                                       | Jul.                                                       | Ago.                                                       | Sep.                                                       | Oct.                                                       | Nov.                                                       | Dic.                                                       | Anual                                                      |
| ---------------------------------------------------------- | ---------------------------------------------------------- | ---------------------------------------------------------- | ---------------------------------------------------------- | ---------------------------------------------------------- | ---------------------------------------------------------- | ---------------------------------------------------------- | ---------------------------------------------------------- | ---------------------------------------------------------- | ---------------------------------------------------------- | ---------------------------------------------------------- | ---------------------------------------------------------- | ---------------------------------------------------------- | ---------------------------------------------------------- |
| Temp. máx. abs. (°C)                                       | 40.5                                                       | 39.4                                                       | 37.1                                                       | 33.2                                                       | 29.0                                                       | 22.9                                                       | 23.7                                                       | 29.1                                                       | 30.0                                                       | 32.5                                                       | 37.0                                                       | 38.6                                                       | 40.5                                                       |
| Temp. máx. media (°C)                                      | 29.4                                                       | 27.9                                                       | 25.4                                                       | 20.9                                                       | 16.8                                                       | 13.5                                                       | 12.7                                                       | 15.2                                                       | 17.3                                                       | 20.3                                                       | 24.1                                                       | 28.0                                                       | 21.0                                                       |
| Temp. media (°C)                                           | 21.8                                                       | 20.5                                                       | 18.4                                                       | 14.2                                                       | 10.9                                                       | 8.1                                                        | 7.1                                                        | 8.9                                                        | 10.8                                                       | 13.8                                                       | 17.1                                                       | 20.3                                                       | 14.3                                                       |
| Temp. mín. media (°C)                                      | 15.2                                                       | 14.6                                                       | 13.1                                                       | 9.4                                                        | 6.8                                                        | 4.0                                                        | 3.1                                                        | 4.3                                                        | 5.6                                                        | 8.3                                                        | 10.9                                                       | 13.6                                                       | 9.1                                                        |
| Temp. mín. abs. (°C)                                       | 3.2                                                        | 4.4                                                        | 3.4                                                        | -1.6                                                       | -5.0                                                       | -7.4                                                       | -6.8                                                       | -7.0                                                       | -4.1                                                       | -2.7                                                       | -0.3                                                       | 3.6                                                        | -7.4                                                       |
| Precipitación total (mm)                                   | 79.8                                                       | 106.5                                                      | 79.8                                                       | 73.2                                                       | 52.1                                                       | 44.0                                                       | 42.7                                                       | 46.3                                                       | 56.3                                                       | 82.1                                                       | 90.7                                                       | 78.5                                                       | 831.9                                                      |
| Días de precipitaciones (≥ 0.1 mm)                         | 9.2                                                        | 8.9                                                        | 9.3                                                        | 9.4                                                        | 9.1                                                        | 7.8                                                        | 8.9                                                        | 8.1                                                        | 9.0                                                        | 10.3                                                       | 9.3                                                        | 9.0                                                        | 108.4                                                      |
| Humedad relativa (%)                                       | 59.6                                                       | 66.6                                                       | 71.2                                                       | 73.3                                                       | 77.7                                                       | 76.5                                                       | 76.0                                                       | 71.1                                                       | 70.7                                                       | 69.8                                                       | 63.9                                                       | 58.1                                                       | 69.5                                                       |
| Fuente: Servicio Meteorológico Nacional                    |                                                            |                                                            |                                                            |                                                            |                                                            |                                                            |                                                            |                                                            |                                                            |                                                            |                                                            |                                                            |                                                            |

## Educación
La ciudad cuenta con 20 escuelas primarias públicas y 5 colegios privados: Colegio Jesús Adolescente, Colegio Holandés, Escuela Agropecuaria, Colegio Nuestra Señora de Luján, y Colegio Hogar San José.
Dos escuelas Especiales, la 501 para estudiantes con padecimientos mentales leves y la 502 para alumnos con problemas sensoriales.
Existen 9 establecimientos de educación secundaria: Colegio Jesús Adolescente,  Escuela Media N.º 1, Escuela Media N.º 2, Escuela de Educación Técnica N.º 1, Escuela Agropecuaria (EATA), el Instituto Nuestra Señora de Luján, el Colegio La Virgen de la Carreta, el Colegio Hogar San José, el Colegio Holandés.
La educación Superior incluye a los Institutos Superiores de Formación Docente y Técnica, y el Conservatorio Provincial de Música. En cuanto a la Universitaria, cuenta con el CRESTA, y con programas alternativos por convenios con la Universidad Nacional del Sur y el UBA XXI.-

## Comunicación
La ciudad se comunica con la provincia y el resto del país mediante la RN 3, RP 85 y la RP 228, las que, a su vez, conectan con las avenidas y caminos que conducen a las playas del partido. A Tres Arroyos se puede arribar por medio de transporte terrestre. En la terminal de ómnibus operan compañías que unen a la localidad con las más importantes ciudades del país y con sus balnearios Claromecó, Orense y Reta. También funciona el Aeropuerto Municipal Teniente Volponi.

## Arqueología
A 5 km de la ciudad de Tres Arroyos se encuentra el yacimiento arqueológico "Arroyo Seco", considerado uno de los más antiguos de Argentina. En el lugar se han hallado más de 40 esqueletos, con una antigüedad de 9.000 años, lo que hace suponer que ha sido un lugar de entierros, además de restos fósiles de mamíferos, extinguidos hace más de 8.000 años, elementos de molienda y utensilios de caza. La riqueza del material obtenido, que se expone en el Museo Municipal "José A. Mulazzi", permite conocer quiénes fueron y cómo vivían los pueblos originarios. Estos restos fueron encontrados por Aldo R. Elgart y Julio C. Móttola, ambos interesados en el tema que estudiaron de forma autodidacta, a quienes posteriormente se les unió Alfredo Moran, gran conocedor y profesional de Tres Arroyos.
(Ahora hay evidencia de campamento que data de 14.000 años, según Scientific America, September 2016).

## Turismo

### Parque Cabañas
Belleza aparte es el Parque Municipal "Angel Cabañas", en Av. Libertad al 2200. Este paseo público lleva el nombre del benefactor que vendió el predio al municipio en 1968, y luego distribuyó el dinero recaudado entre instituciones locales. Son 23ha con más de 1000 especies arbóreas de distintos puntos del país, obra del paisajista y botánico Luis Meister. El parque, cruzado por un arroyo del cual se alimenta su lago artificial, tiene juegos infantiles, piletas, fogones y áreas destinadas a deportes. Un oasis a cuadras del casco urbano, cuyo acceso y disfrute resulta gratuito para el visitante.

### Casco urbano

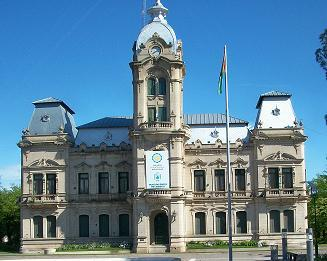
Edificio Municipal.

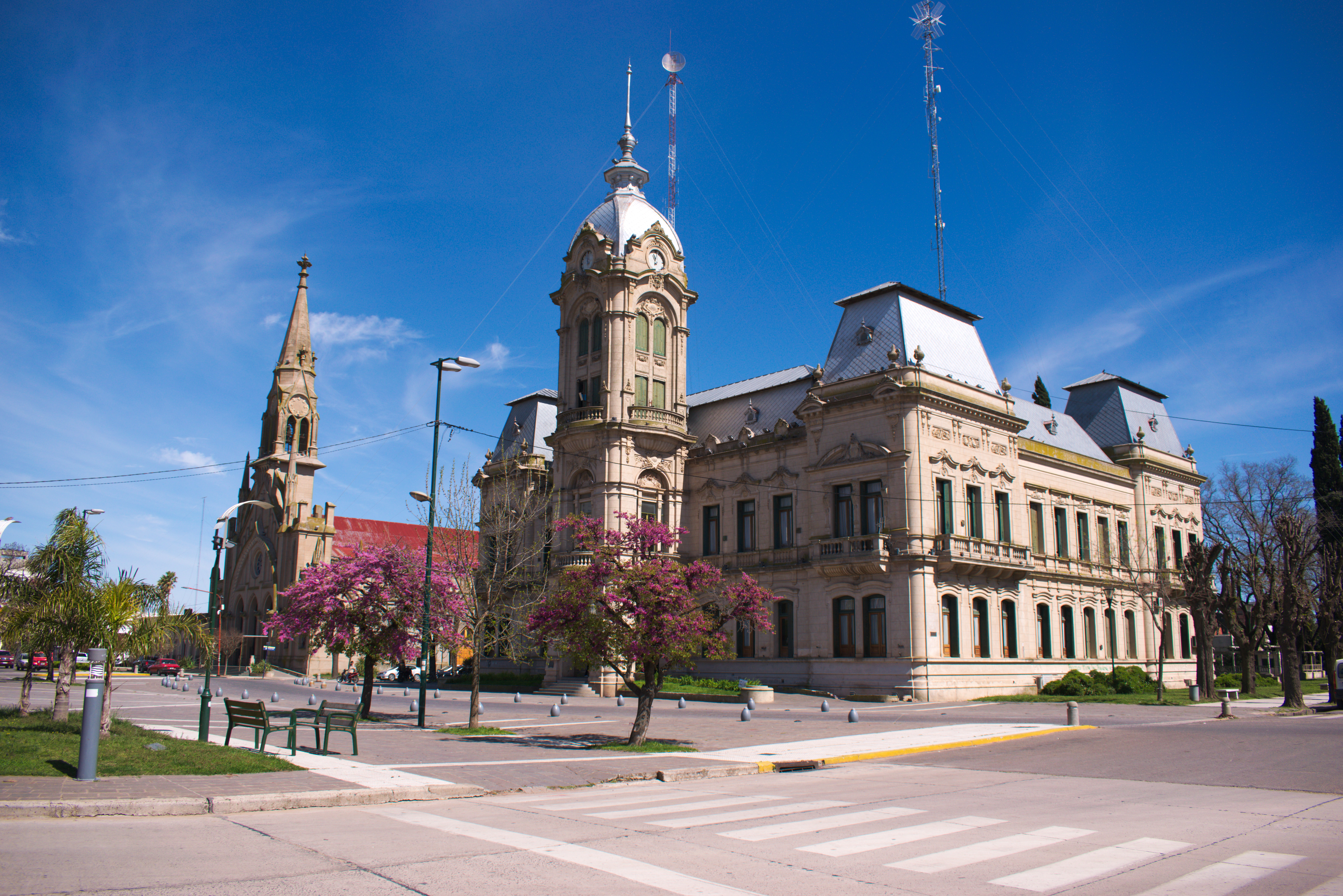
Vista de la municipalidad de Tres Arroyos

La ciudad está bien cuidada y tiene una delineada urbanización, la que fue diagramada y planificada por su fundador Dardo Rocha en 1884. Conserva estilos que los europeos le daban a las ciudades que fundaron. Plaza principal de dos manzanas, con el Palacio Municipal, estilo ecléctico, y la Parroquia Nuestra Señora del Carmen, reúne estilos gótico y bizantino. En su planificación la ciudad cuenta con una avenida cada diez cuadras y alberga atractivas y frondosas plazas, como la San Martín, que además de ser la principal, se encuentra ubicada en el centro de cuatro cuadrantes en los cuales también centralmente se ubican las otras cuatro plazas fundacionales a saber: Pellegrini, España, Italia y Francia, dando como resultante una trama ordenada y simétrica. También cuenta con otras plazas como la Malvinas, o la de la Memoria, de más reciente construcción, entre otras.

### Museos de Tres Arroyos
- Museo de la Historia, Arqueología y Ciencias Naturales José Mulazzi, con parte del material hallado en el Yacimiento Arroyo Seco
- Museo de Bellas Artes, con importantes obras de artistas renombrados como: Spilimbergo, Castagnino, Soldi, Quinquela Martín y Fioravanti, entre otros, y también de artistas locales.

### Monumentos Históricos

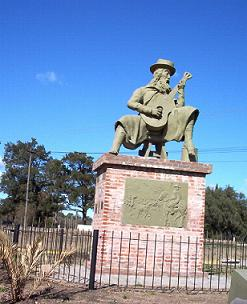
Monumento al Payador y al Resero.

Edificios declarados de Interés Municipal con el fin de su conservación y protección, y que no pueden ser remodelados, son: Parroquia Nuestra Señora del Carmen, la Municipalidad, La Previsión, la Sociedad Italiana, la Biblioteca Sarmiento y el Banco Comercial. 
Además, la ciudad posee monumentos para destacar: Al Libertador, escultura ecuestre en la plaza homónima, que además alberga dos grandes murales, obras de Benito Quinquela Martín y Raúl Soldi, a la Libertad y al Teniente Volponi, héroe de Malvinas, constituido por un avión Mirage, cuyo pedestal se asienta sobre una réplica de las Islas Malvinas, al Payador y al Resero, al Almirante Brown, a Güemes, a Manuel Belgrano, al Pbro. Isidoro Broilo, a Dinamarca, la cruz del centenario, una imponente cruz donada por instituciones religiosas en el centenario de la ciudad, y bustos en homenaje además personalidades históricas como Sarmiento, Eva Perón, Néstor Kirchner, entre otros.
Fiesta del Trigo: en el mes de marzo se celebra la Fiesta del Trigo, se realiza undesfile en el que se elige a la reina del trigo. Es muy típico comer un choripán luego de recorrer los puestos de artesanos y ferias.

## Deporte
Es intensa la práctica de deportes. Cobran vida las más variadas disciplinas, tales como fútbol, básquet, tenis, tae-kwon-do, paddle, natación, entre otros, disponiéndose para ello de buena estructura. El deporte tresarroyense, más específicamente el fútbol, llegó a su punto más alto en el año 2004, cuando el Club Atlético Huracán de Tres Arroyos ascendió a la Primera División del fútbol argentino, luego de vencer a Atlético de Rafaela en la promoción. El equipo solo duró una temporada en la élite (2004/05), pero el logro es todavía recordado con mucho fervor, y no ha sido repetido por ningún equipo de la zona hasta la fecha.
También, hay otros clubes en la ciudad:
- El Nacional, ganador de varios títulos locales y en otras disciplinas deportivas. Es el club más viejo de la ciudad por eso lo llaman "el decano" (creado en 1915).
- Costa Sud: Retomó el camino del basquetbol, donde participa, con gran éxito en la Liga Nacional B.
- Club Quilmes: Otrora organizador de competencias automovilísticas del tradicional Turismo Carretera, con la "Vuelta de Tres Arroyos"; ganador de varios títulos locales tanto en fútbol, como en básquet y en hockey sobre patines, disciplina en la cual obtuvo el Subcampeonato Nacional de la especialidad en el año 1979.
- Olimpo.
- Club Atlético Boca Juniors (Tres Arroyos).
- Villa del Parque.
- Club Atlético Colegiales (Tres Arroyos).
- TARHC - Tres Arroyos Rugby Hockey Club

El último club en fundarse fue en el 2007 y es la ACDC (Asociación Civil y Deportiva Cristiana) de la mano de Luis Rodríguez y Ángel Anta, compitiendo en la Liga Regional tresarroyense de Fútbol y también siendo uno de los precursores en el desarrollo del Hockey sobre césped femenino
También hay equipos de la zona que participan en los campeonatos organizados por la Liga Regional Tresarroyense de fútbol como D. Independencia, Huracán Ciclista Club (Adolfo Gonzáles Chaves), San Martín (Adolfo Gonzáles Chaves), R. Echegoyen (San Francisco de Bellocq), Once Corazones (Indio Rico), Agrario (De La Garma), R. Claromecó (Claromecó), Copetonas (Copetonas), Cascallares (Cascallares), Alumni (Orense).
Un dato destacable de la ciudad es el haber dado a luz al más completo billarista de todos los tiempos, y primer quíntuple campeón mundial de Argentina entre 1950 y 1954: Pedro Leopoldo Carrera. Hijo de comerciantes españoles, y nacido en 1914, Carrera se destacó en todas las modalidades del billar (Libre, Cuadro 47/2, Cuadro 71/2, Tres Bandas y Pentathlon), y fue un referente en todo el mundo durante casi dos décadas, época dorada en que Argentina brilló en varias disciplinas deportivas. Exiliado por razones políticas luego de la caída del gobierno de Juan Domingo Perón, regresó al país en 1961, falleciendo en 1963 a raíz de una grave enfermedad.

## Personalidades
- Juan Bautista Istilart: Llegó a la Argentina en 1878, a los diez años, poco tiempo después arribaría a Tres Arroyos. De espíritu inquieto y emprendedor, haría que en pocos años el nombre "Istilart" se instalara en una amplia zona agrícola del país. En su fábrica se producen máquinas agrícolas, molinos de viento, cocinas y estufas y tornos (herramienta base de industrias). Su emporio fabril llegó a tener cerca de mil empleados. Impulsó diversas instituciones de bien público.
- Teófilo Gomila: Pionero del periodismo tresarroyense, fundador de "El Libre del Sur", periódico que vio la luz el 9 de julio de 1887. Pluma vibrante, acerada, vigorosa y combativa, tal fue el carácter de Gomila.
- Dardo Cabo: Periodista y político argentino. De ideología peronista, dirigió la revista El Descamisado. El 28 de septiembre de 1966 dirigió el Operativo Cóndor, en el que con otros 17 militantes secuestraron un avión de Aerolíneas Argentinas y lo desviaron hacia las Islas Malvinas, plantando la bandera argentina en dicho territorio.
- Antonio Orfanó: Docente y Escultor. Italiano de origen, llegó al país a los 9 años, recalando en Bahía Blanca y luego en Tres Arroyos, donde residiría por el resto de su larga vida, desarrolló una fructífera obra escultórica, modeló numerosos bustos y cabezas y también de sus manos salieron las ornamentaciones y molduras de muchos edificios emblemáticos de la ciudad.
- José Campano: Tres Arroyos (28/8/1908-24/09/1988). 1935: Egresó como médico cirujano de la Universidad de Córdoba. 1936: Presidente de la Comisión de Educación Física y Cultural (filial Tres Arroyos). 1936/50: Presidente de la Comisión de Fomento de Scoutismo de Tres Arroyos. 1948: Enviado a Europa por el Gobierno de la Provincia de Buenos Aires para el estudio de la Tisiología. 1940/50: Médico y profesor de Higiene Industrial del Colegio de Artes y Oficios (Actual ENET N.º). 1950/52: Diputado en la Legislatura Provincial. 1952/55: Senador en la Legislatura Provincial. 1955/58: Médico Asistente a la Cátedra del Profesor Gregorio Marañón, Hospital Provincial de Madrid. 1973/76: Embajador Extraordinario y Plenipotenciario en España. 1974: Embajador Extraordinario a las exequias del Presidente de Francia Georges Pompidou. 1974/75: Presidente de la Delegación a los Festivales de Cine Internacional de San Sebastián (España).
- Antonio Tróccoli: Ministro del Interior en la presidencia de Raúl Alfonsín.
- Pedro Leopoldo Carrera: billarista, primer quíntuple campeón mundial de billar argentino.
- Héctor Starc: guitarrista de rock, miembros de las bandas Aquelarre y Tantor.
- Primer Teniente Héctor Ricardo Volponi: Héroe caído en la Guerra de Malvinas el 23 de mayo de 1982 a los mandos de su Mirage V Dagger, nacido en esta ciudad. Perteneciente a la promoción 42 de la Escuela de Aviación Militar. El Aeropuerto Municipal de la ciudad lleva su nombre en forma de homenaje.
- Carlos Julio "Cuto" Moreno: Actual diputado provincial por la Sexta Sección Electoral de la provincia de Buenos Aires. Anteriormente fue diputado nacional y subsecretario legal y técnico de la Presidencia de la Nación. Durante sus mandatos fueron gestionadas una gran cantidad de obras que permitieron el crecimiento de la ciudad y distrito.
- Néstor Di Luca: Exfutbolista bastante recordado en Club Universidad de Chile.
- Sergio Alberto Barrera: Ilustre comprador de hacienda recordado en Frigorífico Rioplatense.
- Marcelo Polino: Periodista de espectáculos, conocido por sus múltiples y resaltadas participaciones como jurado en la televisión argentina.
- Milton Ré: Humorista, imitador y actor argentino, conocido por sus múltiples imitaciones en radio, teatro y televisión argentina.

## Parroquias de la Iglesia católica en Tres Arroyos
| Arquidiócesis | Bahía Blanca |
| ------------- | --- |
| Parroquias    | Nuestra Señora de Luján, Nuestra Señora del Carmen |
| Capillas      | Nuestra Señora del Rosario, María Rosa Mística, María Auxiliadora, Madre del Amor Hermoso, Colegio Nuestra Señora de Luján, Colegio Hogar San José, Colegio Jesús Adolescente |

## Galería

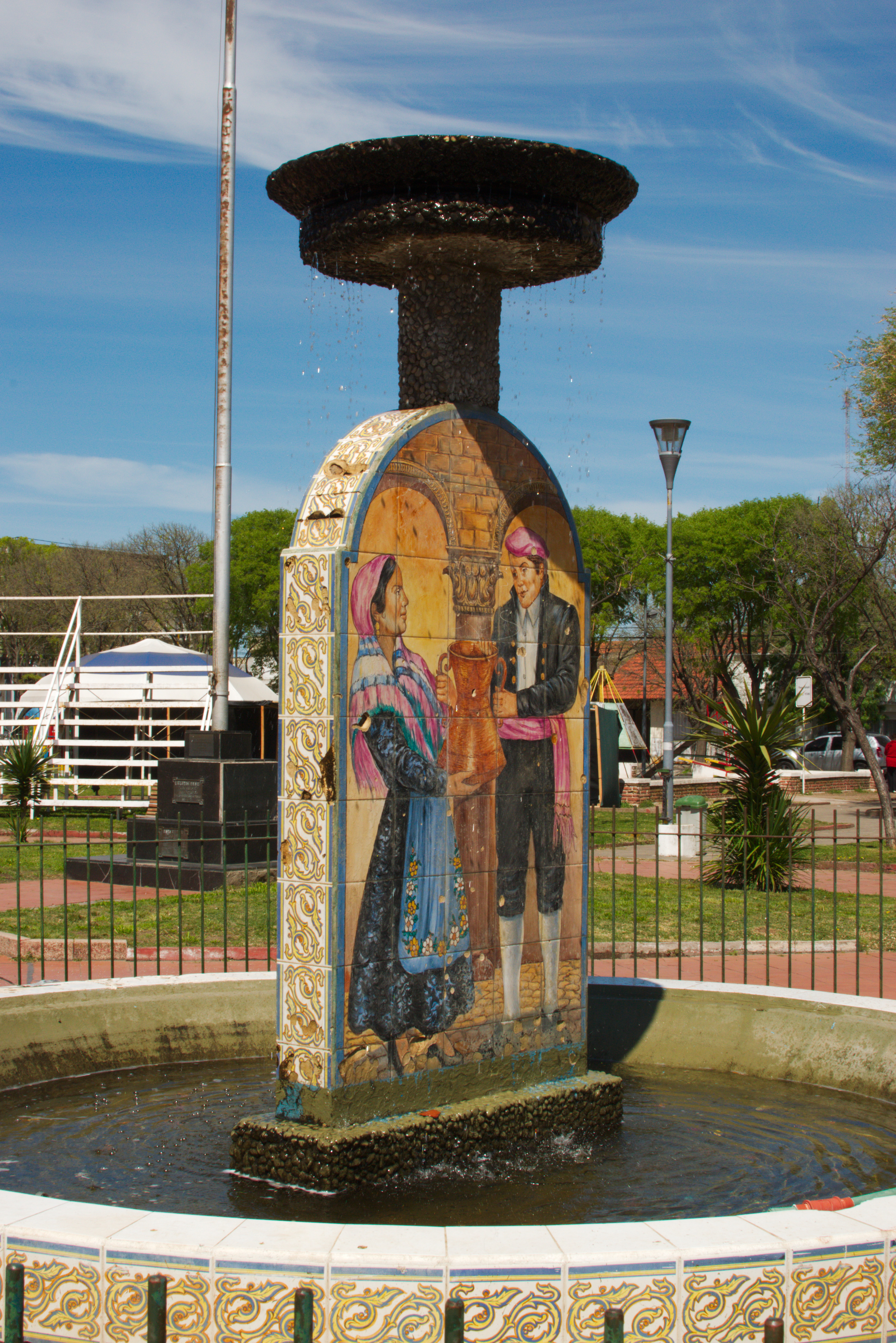
Plaza de España en Tres Arroyos
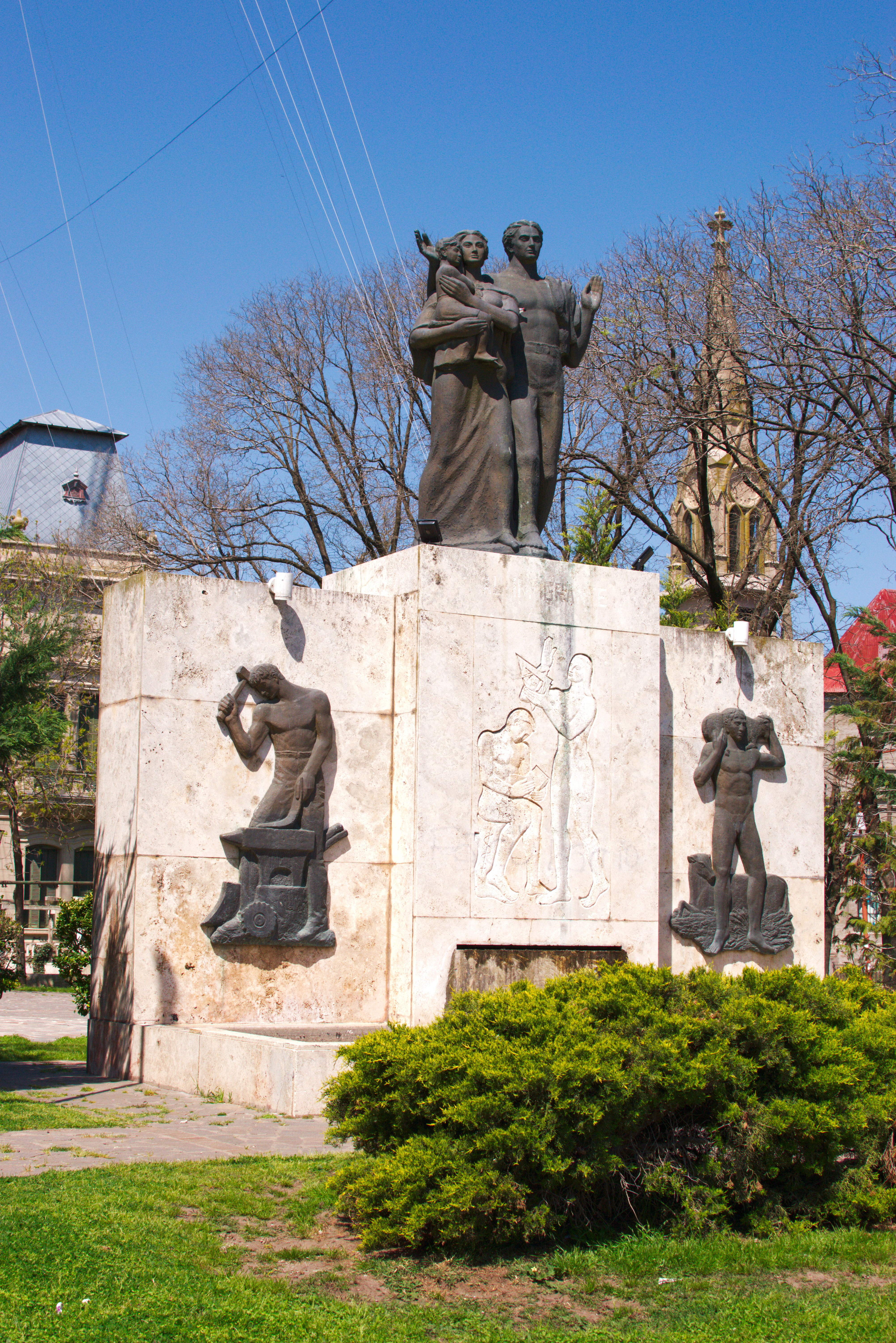
Monumento al Inmigrante
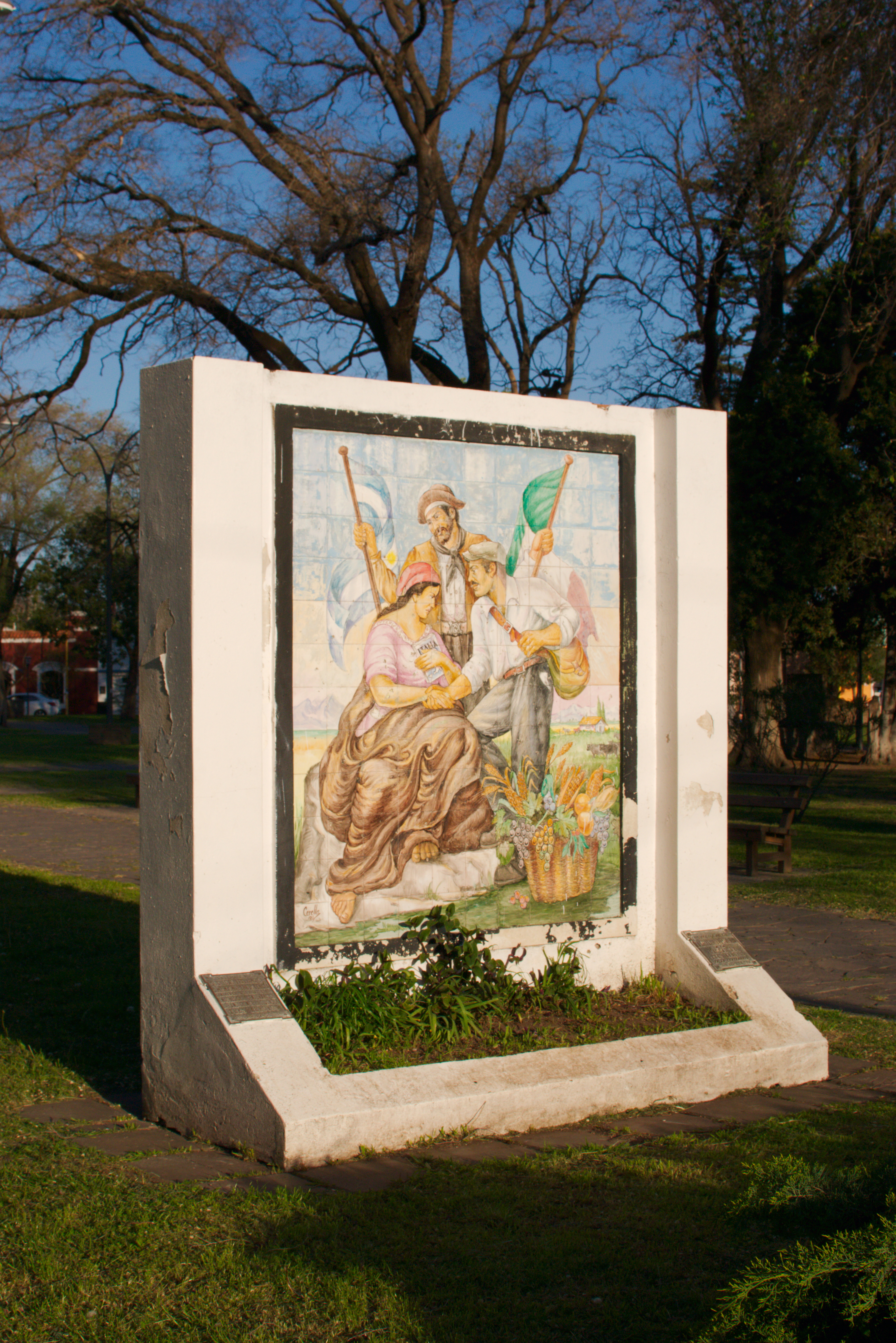
Alegoría de Italia en la Plaza de Italia